# Kemp & Lauritzen
Kemp & Lauritzen A/S er en dansk installationsvirksomhed med cirka 3.000 medarbejdere fordelt over hele landet.

## Historie
Virksomheden blev grundlagt den 16. december 1882 af Otto Niels Kemp (1845-1905) og Severin Lauritzen (1850-1924) under det nuværende firmanavn. Firmaet har siden starten beskæftiget sig med elektricitet, og fik senere også afdelinger for luftledningsanlæg, vandforsynings- og pumpeanlæg og varmemålere.
Virksomheden har siden 1982 været ejet af Axel Muusfeldts Fond.
Siden slutningen af 1990'erne har Kemp & Lauritzen også arbejdet med ventilation, VVS og rørteknik, bl.a. via en fusion med A/S Rørbyg, og i foråret 2011 overtog Kemp & Lauritzen koncernen og aktiviteterne i Glenco A/S. Sideløbende har firmaet også overtaget forskellige el-installatører, og i 2015 samledes firmaerne under hovednavnet Kemp & Lauritzen.
I dag leverer virksomheden løsninger inden for el, VVS, ventilation og køl med fokus på grøn omstilling og digitale løsninger.